# Woody Allen
Woody Allen (numele inițial Allen Stewart Konigsberg, numele legal Heywood Allen, n. 30 noiembrie 1935, New York City, New York, SUA) este un actor, scriitor și unul dintre cei mai importanți regizori de film și comedianți americani.

## Biografia

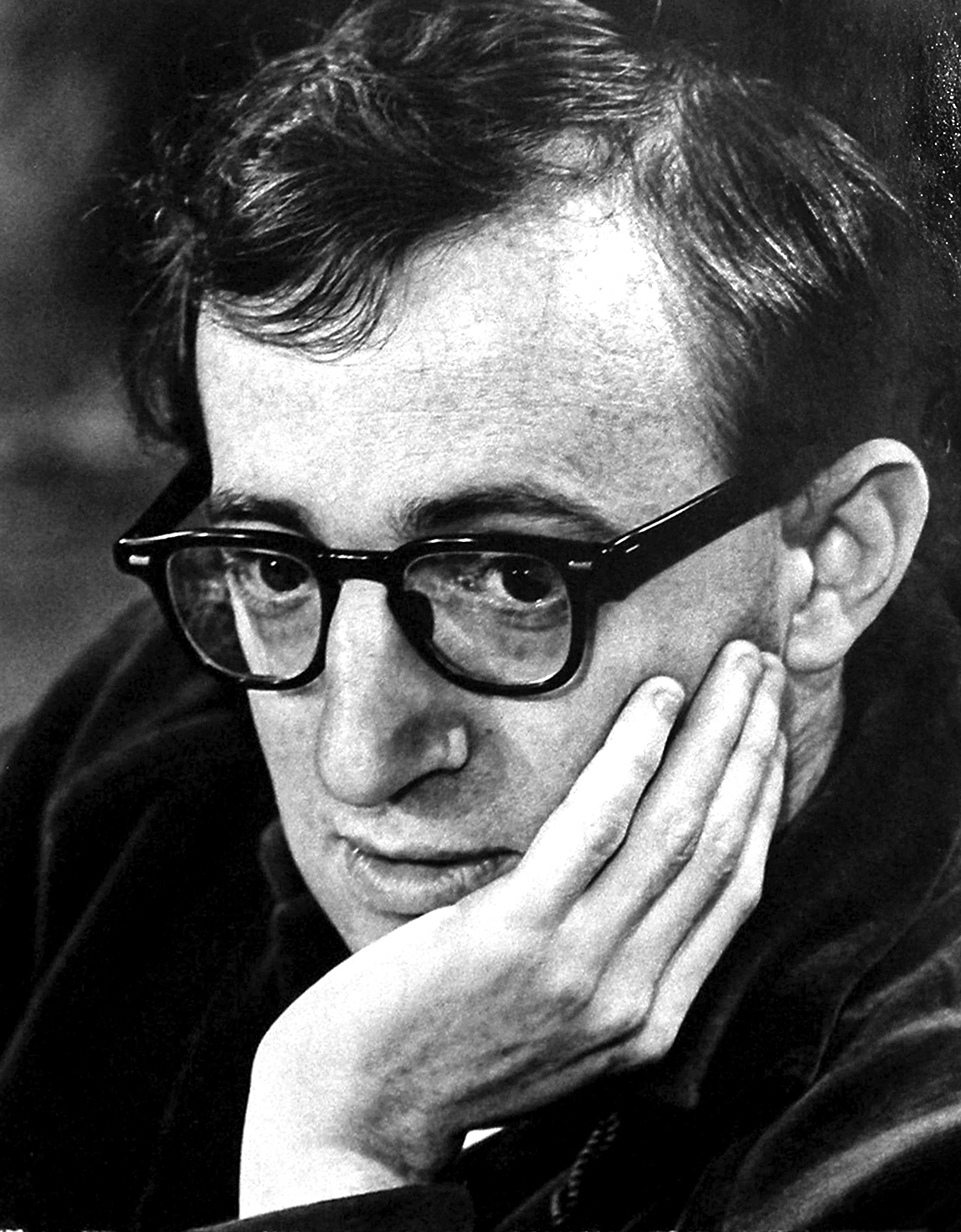
Woody Allen în anii '70

Filmul său preferat din copilărie este Double Indemnity, în regia lui Billy Wilder. În primul an de școală a fost înscris într-o clasă avansată, dat fiind bunul coeficient de inteligență. Va urî  școala din prima zi, devenind un rebel. Nu va face temele pentru acasă, fiind nepoliticos cu profesorii și indisciplinat. Surprinzător, era foarte bun în sport (baschet, fotbal, fotbal american, stickball) și mereu între primii aleși a juca în echipele din cartier. Îi plăcea boxul și se antrena serios timp de mai multe luni, până când părinții i-au cerut să abandoneze. În orice caz, sportul și filmul nu au fost singurele sale interese. A devenit obsedat de muzică și de magie (mai târziu acestea vor deveni elemente caracteristice filmelor sale). În jurul vârstei de 15 ani a dat o audiție pentru un program de televiziune The Magic Clown: a făcut un truc Passe-passe bottles, dar fiindcă făcuse să apară o sticlă de lichior, i s-a interzis difuzarea în emisiunea pentru copii. Va începe să cânte la clarinet și o va face de atunci în fiecare zi.
În primăvara lui 1952 Allan S. Königsberg și-a schimbat numele în Woody Allen. La 16 ani a început să scrie glume pe care le-a trimis principalelor ziare newyorkeze, sperând ca ziariștii să le folosească. Fiind timid, nu a vrut ca colegii de școala să-i vadă numele în ziar, în cazul în care glumele vor fi fost publicate. Foarte curând, glumele lui au fost frecvent folosite de Earl Wilson de la New York Post, apărând nesemnate sub rubrica Earls Pearls. Doar pe data de 25 noiembrie 1952, numele său va fi menționat la sfârșitul rubricii, și din acel moment lucrurile încep să-i meargă bine ca autor umoristic și de  comedie.
În 1953, Woody s-a înscris la facultatea de artă cinematografică  la Universitatea New York. Nefiind interesat să asiste la o mare parte din cursuri , și având note insuficiente la sfârșitul semestrului,, va fi în cele  din urmă  exmatriculat. 
În 1959,  simțindu-se melancolic fără  un motiv aparent , Woody Allen a început  o terapie psihanalitică . De atunci va vizita un psihanalist săptămânal, cu întreruperi ocazionale, după afirmațiile sale , nu atât pentru terapie, cât pentru a vorbi cu o persoană obiectivă. Datorită acestei lungi experiențe, psihanaliștii și glumele despre ei vor fi o temă constantă  în creațiile sale. 
De-a lungul activității sale va analiza și valorifica problematica existențială, dar și diverse teme intelectuale și subiecte din lumea artistică. Psihanaliza devine soclul pe care își configurează întrebările despre lumea înconjurătoare, dezvoltând o serie de pelicule, care aduc în fața publicului o împletire de elemente comice cu cele tragice, ironie dar și meditație.
Prima prietenă stabilă, care va deveni prima lui soție, a fost Harlene Rosen. S-au cunoscut la repetiția generală a unui trio  de jazz, în care el cânta la saxofon sopran, Harlene cânta la pian ,iar prietenul lui Woody, Elliot Mills, la tobe. 
În 1955, Woody a fost unul dintre cei 6 angajați ai NBC-ului, în cadrul unui program pentru perfecționarea scriitorilor. În consecință, Woody a plecat la Hollywood fără Harlene pentru a se alătura grupului de scriitori pentru Ora Comediei Colgate. Liderul grupului, Danny, era fratele mai mare al scriitorului Neil Simon.  Mai târziu, Woody Allen va spune că tot ce a învățat despre comedie, a învățat de la Danny Simon.
Woody și Harlene s-au căsătorit la  data de 15 martie 1956 la Hollywood. S-au întors apoi la New York unde Harlene va studia filozofia ,iar  Woody va compune  monologuri și glume pentru actori comici, la prețul de 100$ de fiecare minut "recitat" de aceștia.
În verile anilor 1956-58, Woody Allen a dobândit o experiență inestimabilă scriind și regizând la teatrul Tamiment. La Tamiment s-au pus săptămânal în scenă noi și noi musicaluri și scheciuri  scrise și regizate de el. Textele nici unuia  dintre aceste scheciuri nu  s-au păstrat, cu excepția celui al "Seratei Inaugurale", care a fost regăsit recent.
În noiembrie 1958, Woddy a început să scrie împreună cu Larry Gelbart pentru The Chevy Show, pe canalul  NBC. Spectacolul, cu faimosul Sid Caesar, a rulat la televiziune vreme  de 10 ani. În primii ani Woody Allen  era  destul de mulțumit cu această slujbă la televiziune, câștigând 1.700$ pe săptămână. 
După ce a văzut un spectacol teatral cu Mort Sahl, încetul cu încetul interesul său pentru televiziune a început să scadă , lăsând loc planului  de a se lansa el însuși ca actor de comedie. În 1958 Woody îi cunoaște  pe viitorii săi manageri, Charles H. Joffe și Jack Rollins. De atunci, aceștia au negociat pentru Woody Allen contracte în valoare de milioane de dolari,  fără ca între ei și artist  să fi  existat vreodată un contract scris , înțelegerea fiind consfințită doar printr-o strângere de mână. Ei l-au convins pe Woody Allen să prezinte el însuși, pe scenă, ceea ce scria. Din 1960 și până în 1968 Woody a lucrat ca actor comic , devenind mai cunoscut ca  oricând în trecut. Dacă în 1960 câștiga doar 75$ pe săptămână, în 1964 devenise  deja un actor afirmat, solicitat pentru  spectacole în întreaga țară, și câștiga 5.000$ pe săptămână. în această perioadă Woody Allen a realizat trei albume : Woody Allen, Woody Allen Volume 2 și The Third Woody Allen Album. 
În 1964, Woody și-a făcut debutul în industria cinematografică, fiind angajat  ca scenarist pentru What´s New Pussycat.

## Cărți în engleză
- Don't Drink The Water (1967)
- Play It Again, Sam (1969)
- Getting Even (1971)
- Death (1975)
- God (1975)
- Without Feathers (1975)
- Side Effects (1981)
- The Floating Light Bulb (1982)
- Hannah And Her Sisters (1987)
- The complete prose (1994)

## Premii
- Sylvania (1957)
- O. Henry (1977)
- Oscar (3 premi pentru  Annie Hall 1977 /cel mai bun film, cel mai bun regizor și cel mai bun scenariu)
- Golden Globe (1986)
- Festivalul Internațional de la Veneția, (1995)

## Filmografie
- What's Up, Tiger Lily? (1966)
- Take the Money and Run (1969)
- Men of crisis: the Harvey Wallinger story (1970) - scurtmetraj [13]
- Bananas (1971)
- Tot ceea ce ați vrut să știți despre sex, dar v-a fost teamă să întrebați (1972)
- Adormitul (1973)
- 1975 Dragoste și moarte (Love and Death)
- Annie Hall (1977)
- Interiors (1978)
- Manhattan (1979)
- Stardust Memories (1980)
- A Midsummer Night's Sex Comedy (1982)
- Zelig (1983)
- Broadway Danny Rose (1984)
- Trandafirul roșu din Cairo (1985)
- Hannah și surorile ei (1986)
- Septembrie (1987)
- Zilele radioului (1987)
- 1988 Cealaltă femeie (Another Woman)
- New York Stories (1989) (segment "Oedipus Wrecks")
- Delicte și fărădelegi (1989)
- Alice (1990)
- Umbre și ceață (1991)
- Soți și soții (1992)
- Misterul crimei din Manhattan (1993)
- Bullets Over Broadway (1994)
- Chemarea Afroditei (1995)
- Toți spun: Te iubesc! (1996)
- Viața lui Harry (1997)
- Celebrity (1998)
- Sweet and Lowdown (1999)
- Small Time Crooks (2000)
- Blestemul Scorpionului de Jad (2001)
- Final ca la Hollywood (2002)
- Anything Else (2003)
- Melinda și Melinda (2004)
- Match Point (film) (2005)
- Scoop (2006)
- Cassandra's Dream (2007)
- Vicky Cristina Barcelona (2008)
- Midnight in Paris (2011)
- Blue Jasmine (2013)